# Changement climatique et droits de l'homme
Le changement climatique en cours a un impact sur les droits humains du fait des conséquences sur la santé, sur les sécurités de base comme l'eau, l'alimentation, le logement, etc. Depuis une vingtaine d'années, du fait de plaintes déposées auprès de différentes instances des droits de l'homme, s'est développé un cadre conceptuel et juridique prenant en compte les droits de l'homme dans leur relation avec le réchauffement climatique. Ce cadre est utilisé par des gouvernements, des organisations des Nations unies, intergouvernementales et non gouvernementales, des défenseurs des droits de l'homme et de l'environnement, et des universitaires pour guider la politique nationale et internationale sur les changements climatiques dans le cadre de la Convention-cadre des Nations unies sur les changements climatiques (CCNUCC) et des principaux instruments internationaux relatifs aux droits de l'homme.
Les phénomènes environnementaux mondiaux concernés sont entre autres l'élévation du niveau de la mer, la désertification, les augmentations de température, les événements météorologiques extrêmes et les changements dans les précipitations sont susceptibles de porter atteinte aux droits humains. Les mesures d'adaptation et d'atténuation prises par les gouvernements en réponse à ces phénomènes sont également concernées.

## Historique
En 2005, la militante inuite Sheila Watt-Cloutier a déposé une plainte auprès de la Commission interaméricaine des droits de l'homme pour obtenir réparation « des violations des droits de l'homme résultant des effets du réchauffement climatique et du changement climatique causés par les actes et absences d'actes des États-Unis ». La plainte a été rejetée, mais la Commission a invité et entendu des témoignages sur la relation entre les droits de la personne et le changement climatique de représentants des Inuits en 2007.
La même année, la Déclaration de Malé sur la dimension humaine du changement climatique mondial a mentionné explicitement (et pour la première fois dans un accord international) que « le changement climatique a des implications claires et immédiates pour la pleine jouissance des droits de l'homme », et a appelé le système des droits de l'homme des Nations unies à s'attaquer à la question de toute urgence,.
En 2008, le Conseil des droits de l'homme des Nations unies (CDH) a adopté à l'unanimité la résolution 7/23, reconnaissant que « le changement climatique constitue une menace immédiate et profonde pour les personnes et les communautés du monde entier et a des implications pour la pleine jouissance des droits de l'homme » en citant la Charte des Nations unies, la Déclaration universelle des droits de l'homme, le Pacte international relatif aux droits économiques, sociaux et culturels et le Pacte international relatif aux droits civils et politiques. Le CDH a réaffirmé et développé ces déclarations avec les résolutions 10/4 du 25 mars 2009  et 18/22 du 30 septembre 2011.
En 2009, le Haut-Commissariat des Nations unies aux droits de l'homme (HCDH) a publié une étude analytique identifiant des droits spécifiques et des groupes de personnes susceptibles d'être affectés par les perturbations climatiques. Le rapport s'appuyait sur les contributions d'une trentaine de pays ainsi que de dix agences des Nations unies et de dizaines d'autres organisations. Il a identifié les personnes déplacées, les conflits et les risques de sécurité ainsi que les atteintes aux droits des peuples autochtones, des femmes et des enfants comme des préoccupations majeures.
En 2010, la Convention-cadre des Nations unies sur les changements climatiques a repris à son compte des éléments d'analyse du CDH identifiant la relation entre les droits de l'homme et le changement climatique dans son rapport sur la Conférence des Nations unies sur les changements climatiques de 2010 à Cancún, au Mexique. Le rapport sur les résultats de la Conférence soulignait que « les Parties devraient, dans toutes les actions liées au changement climatique, respecter pleinement les droits de l'homme ».
En 2012, le CDH a établi un mandat sur les obligations en matière de droits de l'homme relatives à la jouissance d'un environnement sûr, propre, sain et durable.
En 2014, les 78 titulaires de mandat au titre des procédures spéciales des Nations unies ont publié une déclaration conjointe à l'occasion de la Journée internationale des droits de l'homme, appelant les États à intégrer leurs obligations existantes dans le cadre des droits de l'homme dans les négociations sur le changement climatique.
En mars 2015, a été mis en place un rapporteur spécial sur les droits de l'homme et l'environnement, une extension du mandat de l'ancien expert indépendant sur les obligations en matière de droits de l'homme liées à la jouissance d'un environnement sûr, propre, sain et durable. Avant la Conférence des Nations unies sur les changements climatiques de 2015 à Paris, le Rapporteur spécial a informé les États qu'ils devraient veiller à ce que leurs obligations en matière de droits de l'homme englobent la perspective appropriée du changement climatique lors de la négociation d'accords futurs.

L'accord de Paris, tel qu'adopté le 12 décembre 2015 est le premier accord climatique de reconnaître la pertinence des droits de l'homme, en déclarant :
« Les Parties devraient, lorsqu'elles prennent des mesures pour lutter contre le changement climatique, respecter, promouvoir et prendre en compte leurs obligations respectives en matière de droits de l'homme, de droit à la santé, de droits des peuples autochtones, des communautés locales, des migrants, des enfants, des personnes handicapées et des personnes en situation de vulnérabilité et le droit au développement, ainsi que l'égalité des sexes, l'autonomisation des femmes et l'équité intergénérationnelle. »

### Influence des stratégies de déni (dénialisme)
Le droit à une information vraie et transparente sur le climat (notamment protégé par la Convention d'Aarhus) est malmené par certains acteurs qui profitent des réseaux sociaux pour désinformer ; face aux modèles, données et rapports du GIEC qui montrent la réalité et l'accroissement du réchauffement climatique, d'importants lobbys (dont ExxonMobil) ont développé un stratégie d'influence et de fabrique du déni (« climatodénialisme »). Cette stratégie a été sciemment organisée pour, dans un premier temps, au moyen des techniques éprouvées de propagande, faire croire aux décideurs et au grand public qu'il n'y a pas de réchauffement ; puis, faire croire que ce réchauffement n'est pas grave et/ou qu'il n'a pas d'origine anthropique ; puis que le lien de causalité entre l’utilisation d'énergies fossiles et le réchauffement n'est pas démontré, puis que l'humanité pourra trouver des solutions technologique et/ou dans la finance verte (géoingénierie, pompage du CO2 atmosphérique). Plusieurs études montrent qu'en dépit des preuves et faisceaux d'indices scientifiques, au début des années 2020, le narratif climato-dénialiste et la désinformation se sont poursuivi, notamment sur twitter ; l’activité (en ligne notamment) de groupes dénialistes semble même avoir augmenté, alors que les émissions de CO2 continuaient à augmenter et que les grandes compagnie pétro-gazière comme BP engrenaient des bénéfices annuels records. 
Des statistiques sont analysées en France par les plateformes Climatoscope et Politoscope qui étudient notamment le traitement de l'information et la circulation des infox via les tweets selon des méthodologies mises au point au CNRS, au CAMS et à l’Institut des systèmes complexes de Paris, en cherchant à distinguer les messages authentiques de fervents supporters d'une idée, des prosélytismes et de certaines formes de dénialismes viraux propagés en ligne par des bots (compte automatisés) et/ou par des acteurs payés pour le faire. Ces analyses montrent que l'astroturfing, méthode d'influence consistant à fabriquer une foule d'avis factices pour faire croire qu'un grand nombre de personnes, ou une majorité, soutient une idée ou une cause reste très utilisé, dont pour propager le dénialisme climatique. L'intelligence artificielle est utilisée pour créer de faux messages dénialistes, mais elle peut aussi contribuer à différencier les avis réels de la population d'un « résultat d’une mise à l’agenda inauthentique par certains acteurs ». En attribuant un « score d’inauthenticité » à un compte « en fonction de son profil et de son activité en ligne, qui donnerait en quelque sorte une probabilité pour qu’il soit inauthentique. Une communauté ayant un score moyen d’inauthenticité plus élevé que les autres pointerait vers de possibles opérations d’astroturfing ». Il a ainsi été démontré que le « militantisme dénialiste » a évolué, s'est trouvé de nouveaux fronts et s'est même accru en france en juillet 2022 dans certains réseaux sociaux (twitter notamment), alors même que le monde vivait des températures record, des événements extrêmes ; et alors que la COP27 était marquée par la présence d'environ 600 délégués des lobbys des industries fossiles, et alors que la guerre russo-ukrainienne montrait la dépendance de l'Europe au gaz.
Des chercheurs du CNRS, du CAMS et de l'EHESS comme David Chavalarias (directeur de recherche, spécialiste du prosélytisme et lobbyisme en ligne et des informations trompeuses et données dites toxiques), Paul Bouchaud, VictorChomel (Polytechnicien et auteur d'une thèse (2022) intitulée « Beyond Fake News : une approche structurelle et dynamique de l’analyse de la désinformation en ligne et de la manipulation de l’opinion publique ») ou encore Maziyar Panahi (spécialiste de l'IA et du Big Data, Responsable de la plateforme Multivac) ont proposé de nommer « dénialistes climatiques » ceux qui continuent à rejeter les principales conclusions de la science du climat et des rapports du GIEC (reflétant l’état des connaissances issues des sciences du climat et du changement climatique) pour « souligner qu’il ne s’agit pas de dire qu’un fait établi scientifiquement est nécessairement incontestable, mais que les faits les plus légitimes pour prendre les décisions futures sont ceux qui sont rigoureusement établis par les scientifiques sur la base de l’état actuel des connaissances et de la compréhension liées au système terrestre ».

## Réchauffement climatique et évolution du droit des droits de l'homme
Le réchauffement climatique affecte tout le système environnemental, mais a également un impact sur les aspects sociaux, économiques, politiques, culturels et juridiques des sociétés du monde entier. Selon le Conseil des droits de l'homme, les obligations en matière de droits humains contribuent à renforcer l'élaboration de politiques tant internationales que nationales dans le domaine du changement climatique. La protection de l'environnement n'est généralement pas incluse dans les traités relatifs aux droits de l'homme. La protection de l'environnement découle plutôt des droits que ces traités protègent, tels que les droits à la vie, à l'alimentation, à l'eau et à la santé.
La Déclaration de Stockholm de 1972 a servi de base à l'élaboration d'un droit de l'homme à la qualité de l'environnement.

## Droits mis en cause par le réchauffement climatique
La plupart des déclarations internationales sur les droits de l'homme et le changement climatique ont mis l'accent sur les effets négatifs potentiels du réchauffement climatique sur les droits à la vie, à l'alimentation, à l'eau, à la santé, au logement, au développement et à l'autodétermination,.

### Droit à la vie
Le droit à la vie est protégé par l'article 6 du PIDCP, où chaque être humain a le droit inhérent à la vie. Le droit à la vie est inextricablement lié à la mesure de la réalisation d’autres droits. Le réchauffement climatique aura des effets à la fois projetés et observés sur le droit à la vie. Le quatrième rapport d'évaluation du Groupe d'experts intergouvernemental sur l'évolution du climat (GIEC) prévoyait une augmentation du nombre de personnes souffrant de décès ou de blessures résultant d'une augmentation des inondations, des tempêtes, des vagues de chaleur, des incendies et des sécheresses. Le réchauffement climatique affectera également le droit à la vie à travers une augmentation de la faim et de la malnutrition et des troubles connexes ayant un impact sur la croissance et le développement de l'enfant, la morbidité respiratoire et l'ozone troposphérique. L'élévation du niveau de la mer est une des conséquences du réchauffement de l'eau et de la fonte des calottes glaciaires. Le GIEC a prévu une augmentation du niveau moyen mondial de la mer  entre 0,44  et   0,74 m d'ici 2100. Pour les îles côtières basses telles que Malé, aux Maldives, une élévation du niveau de la mer de 0,5 m inonderait 15 % de l'île d'ici 2025 et en inonderait la moitié d'ici 2100.
Le réchauffement climatique a des effets différés dans le temps, sur des périodes de plusieurs dizaines d'années, ce qui rend plus délicate l'analyse du lien avec le droit à la vie. Cependant il y a plus de 95 % de chances que le changement climatique anthropique ait quadruplé le risque d'épisodes de canicule en Europe au cours de la décennie 1998 à 2008. Il y a une probabilité de 75 % que la vague de chaleur de 2003 en Europe soit imputable au changement climatique. 15 000 décès supplémentaires ont été enregistrés en France au cours cette canicule.

### Droit à l'alimentation
Ce droit est garanti par l'article II du PIDESC : les États parties au Pacte doivent maximiser leurs ressources disponibles pour réaliser le droit à une alimentation adéquate. Le réchauffement climatique affecte les quatre piliers de la sécurité alimentaire ; disponibilité, accès, utilisation et stabilité. L'Accord de Paris reconnaît la priorité fondamentale d'assurer la sécurité alimentaire et les vulnérabilités particulières des systèmes de production alimentaire dans le contexte du réchauffement climatique. L'article 2 appelle à une adaptation aux effets néfastes du changement climatique et à la réduction des émissions de gaz à effet de serre d'une manière qui ne menacera pas la production alimentaire. Le quatrième rapport d'évaluation du GIEC prévoit que la production alimentaire augmentera dans les latitudes moyennes à élevées avec une augmentation de la température comprise entre 1 et 3 °C, cependant, aux latitudes plus basses, la productivité des cultures devrait diminuer, ce qui augmente le risque d'insécurité alimentaire dans les régions les plus pauvres du monde.
Le Programme des Nations unies pour le développement estime que 600 millions de personnes supplémentaires seront confrontées à la malnutrition en raison du réchauffement climatique. Ceci est susceptible d'avoir un effet particulièrement dévastateur sur l'Afrique subsaharienne.

### Droit à l'eau
Le Comité des droits économiques, sociaux et culturels (CESCR) note que le droit à l'eau n'est pas seulement une condition essentielle à la survie, mais aussi qu'il est inextricablement lié à d'autres droits, tels que ; logement, niveau de santé accessible, niveau de vie suffisant et droit à l'alimentation. La revue Stern déclare que les gens ressentiront le plus fortement les effets du changement climatique à travers les changements dans les modèles de distribution de l'eau dans le monde. Les zones qui connaissent déjà des conditions sèches connaîtront une nouvelle diminution de la disponibilité de l'eau, plusieurs modèles climatiques (mais pas tous) prévoyant une diminution jusqu'à 30 % du ruissellement annuel dans le bassin méditerranéen, certaines parties de l'Afrique australe et du Sud. L'Amérique pour une augmentation de la température globale de 2 °C et 40 à 50 % pendant 4 Montée pour 4 °C[incompréhensible].
Le cinquième rapport d'évaluation du GIEC indique que les risques liés à l'accessibilité de l'eau douce augmentent considérablement avec l'augmentation des concentrations de gaz à effet de serre, le réchauffement climatique au XXIe siècle devant réduire considérablement les ressources renouvelables en eau de surface et en eaux souterraines dans la plupart des régions subtropicales sèches.

### Droit à la santé
L'article 12 du PIDESC identifie le « droit au meilleur état de santé physique et mentale possible ». La plupart des constitutions nationales protègent le droit à la santé d'une manière ou d'une autre, et ce droit est également couvert par d'autres instruments internationaux et régionaux. Le réchauffement climatique va amplifier les disparités en matière de santé entre les riches et les pauvres dans différentes régions du monde. L'Organisation mondiale de la santé (OMS) estime que depuis 1970, le changement climatique est responsable de 150 000 décès chaque année en raison de l'augmentation de l'incidence de la propagation de la diarrhée, du paludisme et de la malnutrition, principalement en Afrique et dans d'autres régions en développement. Selon l'OMS, une augmentation de 1 °C de la température mondiale par rapport aux niveaux préindustriels pourrait doubler les décès annuels dus au changement climatique.

## Autre enjeux pour les droits humains

### Migration et populations déplacées
Les recherches publiées suggèrent que le changement climatique pourrait créer de 50  à   200 millions de nouveaux déplacés internes et réfugiés internationaux d'ici 2100. Les « méga-deltas » en Asie, en Afrique et dans les petites îles sont exposés à un risque élevé d'inondations et de tempêtes, ce qui entraînera un déplacement à grande échelle des populations locales.
Le concept de migrant environnemental ou « réfugié climatique » vise à combler une lacune dans les secteurs juridique et politique pour les millions de personnes qui ne sont pas en mesure de bénéficier d'une protection juridique internationale car cette cause de migration n'est pas encore incluse dans le droit régional et international.
En 2014, Siego Alesana a quitté le petit État insulaire en développement de Tuvalu en raison de l'incertitude entourant les effets néfastes du changement climatique. Tuvalu est à seulement 4,6 m au-dessus du niveau de la mer et fait face au danger imminent posé par l'élévation du niveau de la mer. Bien que les impacts du changement climatique aient été mis en avant au nom d'Alesana et de sa famille, l'affaire reposait en grande partie sur des raisons humanitaires. Cependant, le Tribunal de l’immigration et de la protection a déclaré que la dégradation de l’environnement causée par le changement climatique était déjà une caractéristique de la vie à Tuvalu. Bien que cette décision ne soit pas basée sur les impacts du réchauffement climatique, cela ne veut pas dire que les facteurs liés au changement climatique n'ont pas du tout été pris en considération.

L'Organisation internationale pour les migrations a proposé une définition opérationnelle du migrant environnemental :
« Les migrants environnementaux sont des personnes ou des groupes de personnes qui, principalement pour des raisons de changement soudain ou progressif de l'environnement qui affecte négativement leur vie ou leurs conditions de vie, sont obligées de quitter leur domicile habituel, ou choisissent de le faire, temporairement ou définitivement, et qui déménagent dans leur pays ou à l'étranger. »
 En l'absence de définition juridiquement contraignante de ce qui constitue un migrant environnemental, il sera difficile pour une vraie justice d'être rendue. Le concept de justice climatique permet de prendre en compte les droits de l'homme mis en œuvre de la manière la plus transparente afin de garantir les normes de base face aux impacts pas encore pleinement identifiés entraînés par le réchauffement climatique.

### Conflits armés
L'ONG internationale de consolidation de la paix International Alert a identifié 46 pays où les effets du changement réchauffement climatique (y compris la rareté de l'eau, la perte de terres arables, les événements météorologiques extrêmes, le raccourcissement des saisons de croissance et la fonte des glaciers) peuvent interagir avec les forces économiques, sociales et politiques pour créer « un risque élevé de conflit violent ».

### Populations autochtones
De nombreuses populations voient déjà leurs modes de vie gravement perturbés par l'impact du réchauffement climatique,. Dans de nombreux pays, l'application du droit interne aux peuples autochtones diffère de celle du reste de la population, un obstacle significatif pour initier des recours juridiques. Le changement climatique a un impact différent sur les peuples autochtones non seulement en raison de leurs liens physiques et spirituels avec la terre et l'eau, mais aussi parce qu'ils possèdent des connaissances écologiques et traditionnelles spécialisées qui peuvent être utilisées pour trouver la meilleure stratégie d'atténuation de ces effets.
Les peuples autochtones voient leurs moyens de subsistance et leur identité culturelle menacés à travers le monde sur tous les continents. Environ 370 millions d'autochtones sont touchés.

### Droits de l'enfant
Une étude de l'Overseas Development Institute a établi que les enfants d'Asie du Sud sont particulièrement vulnérables aux violations des droits de l'homme à la suite de catastrophes liées au climat, du fait de la violence sexiste, le travail des enfants, les ruptures familiales et les obstacles à leur développement et à leur apprentissage. Les chercheurs constatent que les droits de l'enfant sont rarement prioritaires dans les politiques de réduction des risques de catastrophe ou d'adaptation au changement climatique et que les politiques d'adaptation au changement climatique doivent adapter les interventions pour aborder les aspects critiques des droits de l'enfant, en particulier la protection et l'éducation des enfants.

## Controverses
L'industrialisation des sociétés occidentales a permis d'éviter de nombreux morts et a joué un rôle déterminant dans la qualité de vie des régions concernées. La classe moyenne voit son émergence dans ce changement et peut désormais avoir accès à une alimentation plus variée, des soins médicaux et son espérance de vie en est ainsi augmentée.